# 사이

중화사상의 세계관

사이(四夷) 또는 이적(夷狄)은 고대 중국에서 사방(四方)으로 거주하고 있던 이민족(오랑캐)에 대한 총칭이다.
고대 중국에서 이민족의 지배를 포함해 중국 대륙을 지배한 왕조는 스스로를 '중국(中國)' 또는 '중화(中華)'라고 불렀다. 또 중화의 사방으로 거주해 조정에 귀순하지 않는 주변 민족을 '동이(東夷)', '서융(西戎)', '남만(南蠻)', '북적(北狄)'이라 불렀고 '사이' 혹은 '이적'이라고 총칭했다.
고대 문명의 진화의 차이나 조정에 귀순하지 않는 주변 민족으로부터 끊임없이 공격이나 약탈을 받은 것 때문에 이러한 호칭에 멸시하는 의미를 담았지만 현대 중국에서는 학술적인 것 이외에 이러한 말은 사어가 되어 있다.

## 같이 보기
- 중화사상
- 소중화사상
- 조공